# Echinopla striata
Echinopla striata är en myrart som beskrevs av Smith 1857. Echinopla striata ingår i släktet Echinopla och familjen myror.

## Underarter
Arten delas in i följande underarter:
- E. s. aciculata
- E. s. gibbosa
- E. s. goramensis
- E. s. striata